# István Messzi
István Messzi (ur. 29 czerwca 1961 w Kiskunfélegyházie, zm. 9 maja 1991 w Katalinpuszcie) – węgierski sztangista, srebrny medalista olimpijski z Seulu.
Zawody w 1988 były jego jedynymi igrzyskami olimpijskimi. W Seulu po medal olimpijski sięgnął w wadze do 82,5 kilograma.